# Hyblaea amboinae
Hyblaea amboinae är en fjärilsart som beskrevs av Felder och Alois Friedrich Rogenhofer 1874. Hyblaea amboinae ingår i släktet Hyblaea och familjen Hyblaeidae. Inga underarter finns listade i Catalogue of Life.